# Cuprasoroides
Cuprasoroides là một chi bọ cánh cứng trong họ Chrysomelidae.
Chi này được Daccordi miêu tả khoa học năm 1980.

## Các loài
Chi này gồm các loài:
- Cuprasoroides convexa Daccordi, 1980